# Grazie (tipografia)

Evoluzione dei caratteri tipografici:
1 - lapidario romano
2 - Francesco Griffo
3 - Claude Garamond (disegno di Robert Slimbach)
4 - Giambattista Bodoni
5 - Firmin Didot
6 - Stanley Morison
7 - Hermann Zapf

In tipografia, le grazie sono elementi che ornano il piede o la testa di un carattere. Sono dette anche finezze, tratti, terminali o terminazioni. Sono detti "graziati" i caratteri che presentano grazie. Sono invece detti "bastoni" i caratteri non graziati.

## Caratteristiche ed evoluzione storica

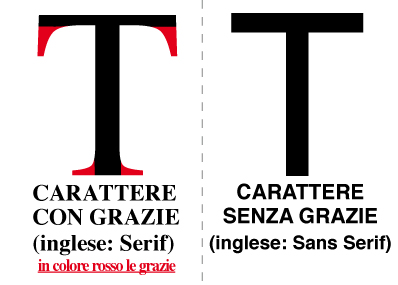
Confronto fra caratteri tipografici con e senza grazie.

Il primo esempio di carattere con grazie è il lapidario romano. Esso nasce da una necessità concreta ancor più che estetica; nella fattispecie, dalla difficoltà degli scalpellini dell'antica Roma di incidere le lettere nella pietra con terminazioni ad angolo retto. Un modello piuttosto famoso e usato è quello, ricostruito da L. C. Everett, inciso alla base della colonna traiana e preso a modello per il Trajan pubblicato dalla Linotype. Il lapidario originale aveva il rapporto base/altezza dell'asta verticale di uno a dieci, una copia dai rapporti meno estremi è utilizzata ad esempio per scrivere il titolo dei film della serie Guerre stellari di George Lucas a partire da La minaccia fantasma.
Quando si dice che l'arte della stampa con caratteri mobili fu inventata da Johannes Gutenberg, non si vuole intendere che questa fosse sconosciuta in occidente, né tanto meno in oriente. Ciononostante, le difficoltà tecniche che Gutenberg dovette affrontare furono notevoli, soprattutto se si pensa che i cinesi dovevano incidere non singole lettere ma ideogrammi, e perciò parole intere. Le prime lettere da stampa furono molto simili a quelle usate dagli amanuensi, chiamate comunemente caratteri gotici o, in tedesco, fraktur. I caratteri gotici erano comunque più complessi e meno leggibili del dovuto.
I primi caratteri tipografici per la stampa vengono chiamati "veneziani"; infatti, dopo una sanguinosa guerra civile, nel 1462, quasi tutti gli stampatori di Magonza lasciarono la città e molti di questi si trasferirono in Italia, principalmente a Roma e a Venezia. Tra questi anche lo stampatore francese Nicolas Jenson, il quale era stato inviato dal re di Francia, Carlo VII, a Magonza per imparare direttamente da Gutenberg. Jenson ideò e costruì a Venezia, intorno al 1470, quello che dovrebbe essere il primo carattere per la stampa non gotico. Fu utilizzato per la pubblicazione della Praeparatio Evangelica di Eusebio di Cesarea. Molti tipi di carattere che oggi portano il suo nome hanno ben poca relazione con il tipo originale, tranne il Centaur del type designer Bruce Roger (1870–1957) che gli si avvicina molto.
Notevole è il contributo dato all'arte della stampa dall'editore veneziano Aldo Manuzio. Si ricorda il carattere tipografico, disegnato da Francesco da Bologna, detto il Griffo, per la prima edizione del De Aetna di Pietro Bembo, 1495 (qui è possibile trovarne una copia in formato digitale). Il corsivo di questo carattere è stato studiato da Francesco Griffo dagli scritti degli archivisti pontifici. Si tratta di un carattere tipografico elegante e proporzionato, ma ancora molto legato alla geometria. Il tipo Bembo, ricostruito da Stanley Morison nel 1928, e Griffo Classico riprendono con sufficiente accuratezza lo stile del carattere originale.
È importante anche la costruzione dei caratteri, da molti attribuita a Leonardo da Vinci, inserita alla fine del volume scritto da Luca Pacioli nel De divina proportione. Questi caratteri tipografici si avvicinano molto al lapidario romano.

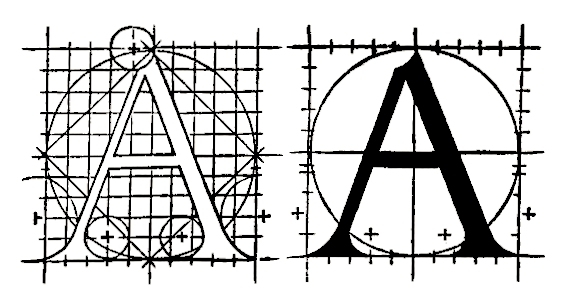
La costruzione della lettera A ideata da Geoffroy Tory per l'edizione di Champ Fleury

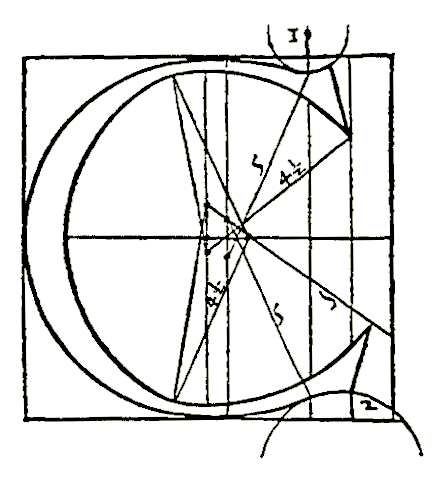
Francesco Torniello da Novara: Opera del modo de fare le littere maiuscole antique, Gotardo da Ponte, Milano 1517

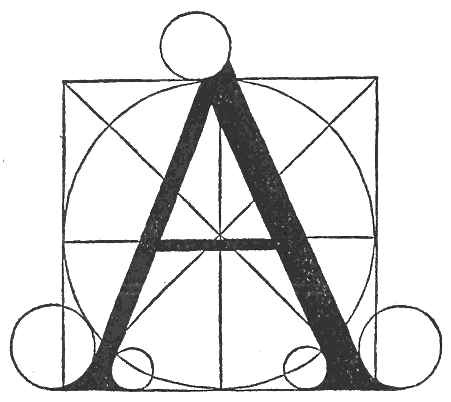
Lettera A dal testo di Luca Pacioli de Divina proportione, Paganino dei Paganini, Venezia, 1509

Un altro dei primi esempi di carattere tipografico con grazie per la stampa fu ideato dal tipografo parigino Geoffroy Tory che, dopo gli studi in Italia, tornò in Francia dove iniziò a lavorare per l'editore Henri Estienne. I suoi lavori furono i primi del periodo a liberare i caratteri tipografici dal peso della scrittura amanuense e a utilizzare le geometrie più simili ai caratteri moderni. Nella pubblicazione Champ Fleury (1529) egli illustra la teoria e il disegno delle maiuscole.
Anche il poliedrico ingegno di Albrecht Dürer, che precedentemente aveva disegnato anche caratteri gotici, ideò un sistema di costruzione delle lettere latine maiuscole, pubblicato in un lavoro sulle tecniche artistiche nel 1525.
Il famoso disegnatore Claude Garamond fu allievo di Tory, dal 1530, e prima di Simon de Colines, dal 1520. Il primo carattere tipografico disegnato interamente da Garamond fu ideato per l'edizione di Paraphrasis in Elegantiarum Libros Laurentii Vallae, di Erasmo ed era basato sul lavoro di Francesco da Bologna per il De Ætna. Nel 1540 il re Francesco I commissionò a Garamond il disegno di un nuovo tipo per il greco, battezzato grec du Roi (greco del re) e usato dall'editore Robert Estienne. Dopo la sua morte, Christoph Plantin acquistò gran parte dei tipi prodotti da Garamond, che viene considerato tutt'oggi una delle massime espressioni del disegno tipografico del XVI secolo. Molti dei tipi disegnati oggi sono copie più o meno lontane dal disegno originale. Si cita il Simoncini Garamond, usato da molti editori italiani, quali ad esempio Mondadori ed Einaudi, molto meno aggraziato dell'originale. Una delle più eleganti ricostruzioni del carattere è stata creata per la Adobe nel 1989 da Robert Slimbach; chiamata Adobe Garamond, ha vinto numerosi riconoscimenti. Il corsivo è ripreso dal disegno di Robert Granjon, un talentuoso figlio di Jean Granjon, contemporaneo e collega di Garamond; a questo disegno si rifanno numerose copie moderne del Garamond.
Anche l'inglese William Caslon (1692 - 1766) fu un prolifico disegnatore. I suoi caratteri prendono spunto dal Garamond, giungendo a uno stile più ordinato e meno raffinato. La sua fonderia, nota come "H.W. Caslon & Co.", passò di mano a vari membri della famiglia, sino al 1937, quando venne acquistata da Stephenson Blake.
Grazie ai progressi nella tecnica dei metalli, l'italiano Giovanni Battista Bodoni (1740 - 1813) e il francese Firmin Didot riuscirono a creare caratteri tipografici molto più sottili. Compositore sin dal 1758 nella stamperia di Propaganda Fide a Roma, Bodoni è chiamato a dirigere la stamperia Règia di Parma nel 1768. Coadiuvato dai suoi migliori allievi, gli Amoretti, tra cui si distinse Andrea Amoretti, disegna nuovi caratteri tipografici, crea nuovi inchiostri e, nel 1791, fonda una propria stamperia. Tra le edizioni più note, distinte per la qualità delle incisioni, della carta, e della stampa: gli Epithalamia exoticis linguis reddita (1775), le opere di Orazio (1791), del Poliziano (1795), la Gerusalemme liberata, la Oratio dominica (1806) stampata in 155 lingue e l'Iliade. Il Manuale Tipografico, pubblicato postumo nel 1818, è una delle più grandi opere integrali sulla tipografia mai composte.
Nella stessa epoca, il francese Firmin Didot, nato a Parigi il 14 aprile 1764, letterato, tipografo, incisore e fonditore di caratteri, nonché fabbricante di carta, ideò, assieme al padre, una nuova serie di caratteri, molto vicina allo stile Bodoni, ma ancor più sottile grazie alla tecnologia applicata. In realtà il nome di Didot appartiene a un'intera famiglia che per tutto il Settecento lavorò nella produzione libraria e il cui capostipite fu François Didot (1699). François-Ambroise, il figlio, diede nome all'unità di misura tipografica, il punto Didot. A partire dal 1770 la misurazione dei caratteri non fu più a discrezione del fonditore, ma regolata secondo la nuova unità di misura. Anche il fratello Pierre-François, lavorò all'industria di famiglia.
Firmin, a sua volta figlio di François-Ambroise, lavorando come incisore di caratteri, si trovò di fronte a un difficile problema per un tipografo: un libro di matematica che trattava, nello specifico, gli integrali. Nel 1795 veniva edita la tavola dei logaritmi di Callet, i cui numeri incolonnati ponevano problemi per una stampa a caratteri mobili, e così Didot risolse il problema con l'invenzione della stereotipia.
Si ricorda anche l'incisione dei caratteri per l'edizione di Virgilio, presentata durante l'esposizione dei prodotti dell'industria nel 1798, che guadagnò ai Didot la fama che mantengono ancor'oggi.
L'inglese Stanley Morison (1889 - 1967) è l'incisore e disegnatore passato alla storia per il carattere tipografico Times New Roman. Obiettore di coscienza, venne imprigionato durante la prima guerra mondiale e nel 1918 divenne supervisore del disegno alla Pelican Press. Nel 1922 fondò una società, la Fleuron Society, che si dedicava alla tipografia. Dal 1923 al 1967 fu consulente per la Monotype Corporation, dove curò l'adattamento e la ricostruzione di caratteri tipografici storici, quali il Baskerville e il Bembo. Pubblicò anche il Blado nel 1923.
Dal 1929 al 1960 fu anche consulente tipografico del Times e, come detto, nel 1931 assieme al grafico Victor Lardent creò il carattere Times New Roman, utilizzato per la prima volta nel 1932 e pubblicato dalla Monotype nel 1933.
Dal 1961 sino alla sua morte fu membro del gruppo editoriale della Encyclopædia Britannica.
Il tedesco Hermann Zapf (1918 - 2015) è stato uno dei più prolifici disegnatori di caratteri tipografici al mondo. Tra i suoi numerosi lavori, il Palatino Linotype (1948), il Sistina (1950), molto simile al Traiano e l'Aldus (1953). Tutti i caratteri con grazie di Zapf sono caratterizzati da un'elevata spigolosità, con uno stile molto calligrafico e unico.

## Origini ed etimologia
I caratteri con grazie provenivano dai primi scritti greci ufficiali su pietra e in alfabeto latino con caratteri di iscrizione: parole scolpite nella pietra nell'antichità romana. La spiegazione proposta da padre Edward Catich nel suo libro del 1968 The Origin of the Serif è ora ampiamente ma non universalmente accettata: i contorni delle lettere romane furono prima dipinti sulla pietra e gli intagliatori di pietra seguirono i segni del pennello, che svasavano alle estremità e agli angoli del tratto. Un'altra teoria è che le grazie siano state ideate per ripulire le estremità delle linee mentre venivano scolpite nella pietra.

## Classificazione
I caratteri con grazie possono essere classificati storicamente in quattro sottogruppi: caratteri vecchio stile, transizionali, Didone e a grazie squadrate.

### Caratteri vecchio stile

Adobe Garamond, un esempio di carattere con grazie vecchio stile.

I caratteri tipografici vecchio stile risalgono al 1465, poco dopo l'adozione da parte di Johannes Gutenberg della macchina da stampa a caratteri mobili. I primi stampatori in Italia creavano tipi che rompevano con la stampa a lettere nere di Gutenberg, creando stili verticali e successivi in corsivo ispirati alla calligrafia rinascimentale. I caratteri con grazie vecchio stile sono rimasti popolari per l'impostazione del corpo del testo a causa del loro aspetto organico e dell'eccellente leggibilità su carta ruvida. Il crescente interesse per la prima stampa durante la fine del XIX e l'inizio del XX secolo ha visto un ritorno ai progetti di stampatori e fondatori di caratteri rinascimentali, molti dei quali sono ancora utilizzati oggi.
Il tipo vecchio stile è caratterizzato da una mancanza di grandi differenze tra linee spesse e sottili (basso contrasto di linea) e generalmente, ma meno spesso, da uno stress diagonale (le parti più sottili delle lettere sono ad angolo piuttosto che in alto e in basso). Un font vecchio stile normalmente ha un asse della curva inclinato a sinistra con stress di peso a circa 8 e 2 in punto; i caratteri con grazie sono quasi sempre tra parentesi (hanno curve che collegano il carattere con grazie al tratto); i caratteri con grazie della testa sono spesso angolati.
I caratteri vecchio stile si sono evoluti nel tempo, mostrando una crescente astrazione da quelle che ora sarebbero considerate caratteristiche di scrittura a mano e lettere nere, e spesso hanno aumentato la delicatezza o il contrasto con il miglioramento della tecnica di stampa. I caratteri vecchio stile sono stati spesso suddivisi in veneziano (o umanista) e Garalde (o Aldine), una divisione fatta sul sistema di classificazione Vox-ATypI. Tuttavia, alcuni hanno sostenuto che la differenza è eccessivamente astratta, difficile da individuare tranne che per gli specialisti e implica una separazione tra gli stili più chiara di quanto appariva in origine. Caratteri tipografici moderni come Arno e Trinité possono fondere entrambi gli stili.
I primi tipi romani "umanisti" furono introdotti in Italia. Modellati sulla scrittura del periodo, tendono a presentare una "e" in cui il tratto trasversale è angolato, non orizzontale; una "M" con grazie a due vie; e spesso un colore relativamente scuro sulla pagina. Nei tempi moderni, quello di Nicolas Jenson è stato il più ammirato, con molti revival. Garaldes, che tende a presentare un tratto incrociato di livello sulla "e", discende da un influente carattere del 1495 tagliato dall'incisore Francesco Griffo per lo stampatore Aldo Manuzio, che divenne l'ispirazione per molti caratteri tipografici tagliati in Francia dal 1530 in poi. Spesso più leggeri sulla pagina e realizzati in formati più grandi di quelli usati prima per i caratteri romani, i caratteri francesi di Garalde si diffusero rapidamente in tutta Europa a partire dal 1530 per diventare uno standard internazionale.
Anche durante questo periodo, il carattere corsivo si è evoluto da un genere di tipo abbastanza separato, destinato ad usi informali come la poesia, assumendo un ruolo secondario per l'enfasi. Il corsivo è passato dall'essere concepito come disegni e proporzioni separati per poter essere inserito nella stessa linea del carattere romano con un design complementare ad esso.
Un nuovo genere di carattere con grazie si sviluppò intorno al XVII secolo nei Paesi Bassi e in Germania che venne chiamato il "gusto olandese" ("goût Hollandois" in francese). Era una tendenza verso caratteri tipografici più densi e più solidi, spesso con un'elevata altezza x (lettere minuscole alte) e un netto contrasto tra tratti spessi e sottili, forse influenzato dai caratteri di lettere gotiche.
Esempi di caratteri tipografici in vecchio stile Garalde contemporanei sono Bembo, Garamond, Galliard, Granjon, Goudy Old Style, Minion, Palatino, Renard, Sabon e Scala. I caratteri tipografici contemporanei con caratteristiche del vecchio stile veneziano includono Cloister, Adobe Jenson, il Golden Type, Hightower Text, Centaur, Goudy's Italian Old Style e Berkeley Old Stylee ITC Legacy. Molti di questi si fondono nelle influenze di Garalde per soddisfare le aspettative moderne, in particolare inserendo le grazie su un lato sulla "M"; Il chiostro è un'eccezione. Gli artisti nello stile del "gusto olandese" includono Hendrik van den Keere, Nicolaas Briot, Christoffel van Dijck, Miklós Tótfalusi Kis e i tipi Janson ed Ehrhardt basati sul suo lavoro e Caslon, specialmente le taglie più grandi.

### Caratteri transizionali

Times New Roman, un moderno esempio di design con grazie di transizione

I caratteri con grazie transizionali, o barocchi, divennero comuni intorno alla metà del XVIII secolo fino all'inizio del XIX. Si trovano tra i caratteri vecchio stile e i moderni, da cui l'attributo transizionale. Le differenze tra le linee spesse e sottili sono più pronunciate di quanto non siano nel vecchio stile, ma meno drammatiche di quanto non siano nei caratteri Didone che seguirono. È più probabile che lo stress sia verticale e spesso la "R" ha una coda arricciata. Le estremità di molti colpi non sono contrassegnate da grazie smussate o angolate ma da terminali a sfera. Le facce transizionali hanno spesso una h corsiva che si apre verso l'esterno in basso a destra. Poiché il genere collega gli stili, è difficile definire dove inizia e finisce il genere. Molti dei design transizionali più popolari sono creazioni successive nello stesso stile.
I caratteri tipografici transizionali includono all'inizio il "romain du roi" in Francia, poi il lavoro di Pierre Simon Fournier in Francia, Fleischman e Rosart nei Paesi Bassi, Pradel in Spagna e John Baskerville e Bulmer in Inghilterra. Tra i più recenti sono transizionali il Times New Roman (1932), Perpetua, Plantin, Mrs. Eaves, Freight Text e i "vecchi stili modernizzati" nel design.
I caratteri tipografici transizionali del XVIII secolo in Gran Bretagna iniziano a mostrare influenze dei caratteri tipografici Didone dall'Europa, descritti di seguito, e i due generi si sfocano, specialmente nel carattere destinato al corpo del testo; Bell ne è un esempio.

### Caratteri Didone

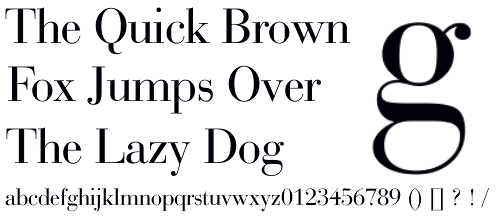
Bodoni, un esempio di carattere con grazie moderno

I caratteri Didone, o moderni, con grazie, emersi per la prima volta alla fine del XVIII secolo, sono caratterizzati da un contrasto estremo tra linee spesse e sottili. Questi caratteri tipografici hanno uno stress verticale e grazie sottili con una larghezza costante, con parentesi minima (larghezza costante). Le grazie tendono ad essere molto sottili e le linee verticali molto pesanti. I caratteri Didone sono spesso considerati meno leggibili dei caratteri con grazie di transizione o vecchio stile. Gli esempi del periodo includono Bodoni, Didot e Walbaum. Computer Modern è un popolare esempio contemporaneo. Il popolare Century è una versione ammorbidita dello stesso design di base, con un contrasto ridotto. I caratteri tipografici Didone raggiunsero il predominio della stampa all'inizio del diciannovesimo secolo prima di declinare in popolarità nella seconda metà del secolo e specialmente nel ventesimo quando emersero nuovi disegni e revival di caratteri vecchio stile.
In stampa, i caratteri Didone sono spesso usati su carta lucida per riviste come Harper's Bazaar, dove la carta conserva i dettagli del loro pozzo ad alto contrasto e per la cui immagine può essere considerato appropriato un design "europeo" nitido. Sono usati più spesso per il corpo del testo di uso generale, come la stampa di libri, in Europa. Rimangono popolari nella stampa del greco, poiché la famiglia Didot fu tra i primi a fondare una macchina da stampa nella Grecia recentemente indipendente. Il periodo di maggiore popolarità dei tipi di Didone coincise con la rapida diffusione dei manifesti stampati e l'effimero commerciale e l'arrivo di caratteri audaci. Di conseguenza, molti caratteri Didone sono tra i primi progettati per l'uso "display", con uno stile ultra-audace "faccia grassa" che diventa un sottogenere comune.

### Caratteri a grazie squadrate

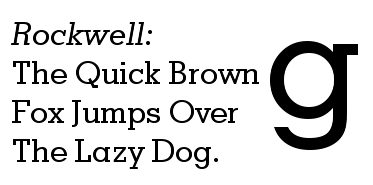
Rockwell, un esempio di carattere a grazie squadrate più geometrico

I caratteri tipografici a grazie squadrate risalgono circa al 1817. Originariamente intesi come disegni che attirano l'attenzione per i poster, hanno grazie spesse, tendenzialmente quanto le linee verticali. I caratteri a grazie squadrate variano considerevolmente: alcuni come Rockwell hanno un design geometrico con variazioni minime nella larghezza del tratto; altri come quelli Clarendon hanno una struttura più simile alla maggior parte dei caratteri con grazie, sebbene le grazie siano più grandi e più evidenti. Questi disegni possono avere grazie che aumentano di larghezza nel corso della loro lunghezza.

Clarendon, un esempio di carattere a grazie squadrate meno geometrico

A causa della natura chiara e audace dei grandi caratteri con grazie, i disegni a grazie squadrate vengono spesso utilizzati per i poster. Molti caratteri a spaziatura fissa, che occupano la stessa quantità di spazio orizzontale come quelli di una macchina da scrivere, sono a grazie squadrate. Sebbene non sempre, molti caratteri destinati all'uso di giornali sono a grazie squadrate per una lettura più chiara su carta di scarsa qualità. Molti dei primi tipi a grazie squadrate, essendo destinati ai poster, erano disponibili solo in grassetto, con la differenziazione dovuta alla larghezza, e non avevano lettere minuscole.
Esempi di caratteri tipografici a grazie squadrate comprendono Clarendon, Rockwell, Archer, Courier, Excelsior, TheSerif e Zilla Slab, mentre FF Meta Serif e Guardian Egyptian sono esempi di caratteri tipografici destinati alla stampa di giornali e volantini assimilabili a quelli a grazie squadrate, specialmente in grassetto. Alla fine del XX secolo, il termine a grazie squadrate in stile "umanista" è stato applicato a caratteri tipografici come Chaparral, Cecilia e Tisa, con forti grazie ma una struttura di contorno con qualche influenza di caratteri tipografici con grazie vecchio stile.

### Altri stili
Durante il diciannovesimo secolo, i generi di carattere con grazie oltre ai caratteri convenzionali del testo del corpo proliferarono. Questi includevano facce "toscane", con estremità ornamentali e decorative ai tratti piuttosto che con grazie, e facce "latine" o "cuneo-con grazie", con grazie appuntite, che erano particolarmente popolari in Francia e in altre parti d'Europa, comprese le applicazioni di segnaletica come biglietti da visita o vetrine di negozi.
I caratteri tipografici ben noti in stile "latino" includono Wide Latin, Copperplate Gothic, Johnston Delf Smith e il più sobrio Méridien.